# Phyllonorycter cydoniella
Phyllonorycter cydoniella là một loài bướm đêm thuộc họ Gracillariidae. Nó được tìm thấy ở Đức, Áo, Cộng hòa Séc, Ý và Hy Lạp. 
Ấu trùng ăn Chaenomeles, Sorbus domestica và Sorbus torminalis. Chúng ăn lá nơi chúng làm tổ.